# Jesús Maeztu
Jesús Maeztu Gregorio de Tejada (Medina Sidonia, 1943) es un profesor universitario y Defensor del Pueblo Andaluz desde 2013.

## Biografía
Estudió Filología y Teología en la Universidad Pontificia de Salamanca y fue ordenado sacerdote. Vinculado siempre a los movimientos sociales, puso en práctica su fuerte compromiso social como párroco en el enclave gaditano del Cerro del Moro. Estudió Derecho y abandonó el sacerdocio, accediendo como profesor de Derecho del Trabajo en la Universidad de Sevilla. De 2003 a 2013 estuvo al frente del Comisionado del Polígono Sur de Sevilla, donde dirigió la recuperación integral de la zona, una de las más deprimidas de la ciudad. En ella desarrolló un modelo de intervención pública, centrada especialmente en materia de empleo, educación y vivienda, que implicó a vecinos, técnicos, administraciones y representantes políticos. En 2013, por acuerdo de todos los grupos del Parlamento de Andalucía, fue elegido Defensor del Pueblo Andaluz —puesto que había ya ocupado en funciones entre 1995 y 1996— en sustitución de José Chamizo. En 2010 recibió la Medalla de Andalucía en reconocimiento a su tenacidad y compromiso en «transformar la realidad y a abrir horizontes de oportunidades a quienes, instalados en el desencanto, estaban presos de la marginalidad».